# Feliks Hajduk
Feliks Hajduk (ur. 18 września 1885 w Rudkach, zm. 21 sierpnia 1924 w Szczawnicy) – polski nauczyciel, instruktor harcerski, działacz społeczno-kulturalny oraz polityczny na Śląsku Cieszyńskim, jeden z założycieli Legionu Śląskiego oraz oficer Legionów Polskich i Wojska Polskiego.

## Życiorys
Urodził się w Rudkach k. Lwowa, w rodzinie Antoniego i Marii. Naukę rozpoczął w Pilźnie, Kętach. W latach 1896–1897 ukończył z wyróżnieniem w III Gimnazjum im. J. Sobieskiego w Krakowie. Studiował filozofię na Uniwersytecie Jagiellońskim, którą ukończył w 1909 roku. W tym samym roku podjął pracę nauczyciela w Przemyślu. W 1911 roku przeniósł się do Cieszyna, gdzie został nauczycielem języka polskiego oraz języków klasycznych w c. k. Polskim Gimnazjum, pierwszym polskim gimnazjum na Śląsku Macierzy Szkolnej Księstwa Cieszyńskiego. W 1913 r. założył, jako trzecią z kolei na Śląsku Cieszyńskim, Drużynę Skautową im. K. Pułaskiego.
W 1914 r. był współorganizatorem cieszyńskiego Legionu Śląskiego, który włączony został do  Legionów Polskich, stając się częścią 3 Pułku Piechoty. Feliks Hajduk dowodził początkowo I plutonem 2. kompanii 3. pułku II Brygady Legionów Polskich. 18 stycznia 1915 został mianowany podporucznikiem piechoty. 1 kwietnia tego roku został zwolniony z Legionów z powodu zaawansowanej choroby płuc.
Po zakończeniu I wojny światowej powrócił do pracy w Gimnazjum Polskim w Cieszynie, gdzie zorganizował pracownię introligatorską prowadzoną przez harcerzy. W 1919 roku został internowany podczas czeskiego najazdu na Śląsk Cieszyński. Czesi zwolnili go w marcu tego roku. W 1922 roku został prezesem Macierzy Szkolnej Ziemi Cieszyńskiej, w tym samym roku został również wybrany wiceburmistrzem Cieszyna. Pełniąc ten urząd zapewnił materialne podstawy zakładowi dla sierot, popierał rozbudowę placów do gier i zabaw dla dzieci. 8 stycznia 1924 został zatwierdzony w stopniu podporucznika ze starszeństwem z 1 czerwca 1919 i 1113. lokatą w korpusie oficerów rezerwowych piechoty. Posiadał przydział w rezerwie do 12 Pułku Piechoty w Wadowicach.

## Ordery i odznaczenia
- Krzyż Niepodległości – pośmiertnie 12 maja 1931 „za pracę w dziele odzyskania niepodległości”[4]